# Revlon
Revlon, Inc. è una multinazionale statunitense di cosmetici, profumi, cura della pelle e della persona, fondata nel 1932 e con sede a New York.

## Storia

### Con Charles Revson (1932-1975)
Fondata nel 1932, durante la Grande depressione, da Charles Revson e dal fratello Jospeh insieme a un chimico, Charles Lachman, che contribuì con la sua "L" al nome Revlon. L'azienda parte con un solo prodotto: un innovativo tipo di smalto per le unghie realizzato utilizzando pigmenti al posto dei coloranti e in grado in questo modo di ampliare la gamma cromatica. Nel 1937 comincia a vendere anche nei grandi magazzini e nei drugstore, nel 1940 offre una linea intera di manicure realizzando durante la Seconda guerra mondiale anche prodotti per l'esercito americano.
Alla fine della guerra è tra le prime cinque case cosmetiche americane. Compra Graef & Schmidt, una società produttrice di posate sequestrata dal governo USA nel 1943 per avere legami commerciali con la Germania. E con questa acquisizione inizia a produrre in proprio gli strumenti per manicure e pedicure che prima acquistava invece all'esterno. Nel 1955 diventa una public company, nella quotazione in Borsa il prezzo è di 12 dollari per azione raggiungendo quota 30 in otto settimane. In quegli anni lancia i rossetti grazie alla campagna pubblicitaria "Fire & Ice": Richard Avedon fotografa Dorian Leigh in un vestito stretto con perline d'argento e con le mani con le unghie rosse davanti ai seni. Suscitando molto scalpore perché propone l'idea che la donna debba essere glamour, suscitando anche le ire di Charles Revson che considera quelle foto troppo sexy. Così le foto sono rifatte: nella nuova versione una mano è vicina all'anca, l'altra, aperta, è sulla guancia.
Negli anni sessanta la società è segmentata in diverse divisioni, ognuna focalizzata su un mercato diverso.
- Revlon, più popolare
- Princess Marcella Borghese, di alto livello e internazionale
- Ultima II, premium
- Natural Wonder, giovanile
- Moon Drops (Gocce di luna), pelle secca
- Etherea, ipoallergenici

In quegli anni la società apre filiali in Giappone, Francia, Italia, Argentina, Messico. Compra e vende aziende, da una società di lucidatura per scarpe ad una produttrice di detergenti per la toilette, da un'azienda di rasoi elettrici ad una di abbigliamento sportivo femminile (Evan Picone) rivenduta qualche anno più tardi. Nel 1967 rileva US Vitaminan Pharmaceutical Corp. diventando leader nelle medicine per il diabete. Nel 1968 introduce Eterna27, crema cosmetica ma anche il primo profumo dello stilista americano Norman Norell. In seguito lancia Braggi e Pub per gli uomini e una linea di prodotti per le parrucche chiamata Wig Wonder.
Nel 1970 acquisisce la linea di deodoranti Mitchum. Nel 1971 introduce lo shampoo e il condizionatore Flex. Nel 1973 presenta Charlie, profumo rivolto al mercato degli under 30, con Shelley Huck che, in abiti Ralph Lauren, personifica la donna indipendente: è il primo profumo con una donna che indossa i pantaloni. Nel 1973 finisce sulla copertina di Newsweek la modella Laureen Hutton che accetta di posare per la linea Ultima di Revlon per 400.000 dollari in due anni.

### Con Michel Bergerac (1975-1985)
Nel 1975 Charles Revson muore. Michel Bergerac, assunto da Revlon come presidente della società, continua l'espansione della società. Rileva Coburn Optical Industries, produttore di apparecchiature per il trattamento oftalmico e ottico con sede in Oklahoma. Rileva nel 1977 Armor Pharmaceutical Corp. superando quell'anno il miliardo di dollari di ricavi e nel 1978 la Lewis-Howe Company specializzata negli antiacidi. Nei primi anni ottanta entra in difficoltà per la forte concorrenza di Estée Lauder che si affida alla modella cecoslovacca Pavlína Pořízková. Un tracollo nelle vendite dei cosmetici nei grandi magazzini e nei drugstore. Compensa la diminuzione delle vendite con una serie di acquisizioni: Max Factor, Ellen Betrix, Charles of the Ritz, Gemmaine Montell, Almay, Fernodyl, Lancaster, Aziza, Halston. Nel 1977 rileva Carlos Colomer, distributore spagnolo di prodotti di bellezza, nel 1983 tenta, insieme ad altri, di scalare la Gillette: senza successo.

### Con Ronald Perelman (1985-oggi)
Nel 1985 Revlon è venduta per 2,7 miliardi di dollari (58 dollari per azione) a Pantry Pride (in seguito ribattezzato Revlon Group, Inc.), una società controllata da MacAndrews & Forbes di Ronald Perelman. L'acquisizione è realizzata con l'aiuto del "re dei titoli spazzatura", Michael P. Milken, con un enorme indebitamento (2,9 miliardi di dollari). All'inizio l'offerta di Perelman è di 47,5 dollari per azione quando il prezzo in Borsa è di 45 dollari ma viene respinta; alza allora l'offerta a 53 dollari per azione trovandosi in un braccio di ferro con Forstmann Little & Company che arriva ad offrire 56 dollari per azione; a quel punto Perelman alza di nuovo l'offerta a 58 dollari per azione, pagando 1,8 miliardi agli azionisti Revlon e accollandosi altri 900 milioni di costi associati all'acquisto. Il forte indebitamento porta alla vendita di alcune divisioni della Revlon per oltre 2 milioni di dollari, nel 1991 sono cedute anche la Betrix alla Procter & Gamble e il marchio Clean & Clear a Johnson & Johnson. Ma già da un paio d'anni, dal 1989, la società è tra le prime a sostituire i test sugli animali con metodi alternativi.
Nel 2011 riprendono le acquisizioni con Mirage Cosmetic, creatori del prodotto per unghie Sinful Colors. Nel 2013, anno in cui Lorenzo Delpani è nominato presidente e CEO, la società annuncia di uscire dal mercato cinese che rappresenta comunque il 2% delle vendite. Nel 2014 trasferisce la sede su due piani di One New York Plaza, nel settembre 2014 Robert Simon diventa vicepresidente esecutivo, nel 2015 rileva la società di gestione di flagranze CB.Beauty con sede nel Regno Unito (incluso il distributore britannico Sas & Company), nel giugno 2016 acquisisce la concorrente Elisabeth Arden per 870 milioni di dollari. In contanti.
Prima dell'acquisizione, nell'aprile 2016, cambia il vertice della società: lascia Delpani, nuovo CEO diventa Fabian Garcia. Nel gennaio 2017 il Gruppo Revlon (controllato per il 60% - ma con il 74% dei voti - da MacAndrews & Forbes e per il 20% da Fidelity Investments, società finanziaria di Boston) si ristruttura in quattro divisioni: Revlon, Elisabeth Arden, Fragrances, Portfolio (con i marchi Almay, American Crew, Sinful Colors, Mitchum e altri). Nel febbraio 2017 Garcia si dimette e l'azienda viene gestita temporaneamente da Paul Meister, nominato vicepresidente esecutivo. Un rapporto trimestrale della fine del 2017 stimava che la perdita trimestrale della società fosse compresa approssimativamente tra i 60 milioni e gli 80 milioni di dollari. Nel maggio 2018, Debra Perelman, figlia di Ronald Perelman e membro del consiglio di amministrazione dal 2015, è nominata alla carica di amministratore delegato. È la prima donna CEO della società dopo essere stata COO a partire dal gennaio 2018.